# ФСТ «Динамо» України
Фізкультурно-спортивне товариство «Динамо» України — спортивне товариство, створене в Україні у складі радянського спортивного товариства «Динамо». Створено 31 жовтня 1924 року в Харкові. Після перенесення столиці до Києва, республіканське товариство переїхало до Києва і наразі має свою штаб-квартиру на вулиці Інститутській, 29/3. З того часу спортивний клуб залишається одним із найкращих клубів України після розпаду Радянського Союзу.

## Історія

### Заснування у Харкові
1923 року на засіданні організаційної групи, що відбулося в Москві, було створене Московське Пролетарське Спортивне товариство «Динамо». Українські правоохоронці в цей час також створювали фізкультурно-спортивні колективи у Вінниці, Харкові, Києві, Одесі, Полтаві, Миколаєві, Донецьку, Дніпропетровську, Черкасах, Умані, Білій Церкві та інших містах.
На часі стало питання про об'єднання діючих спортивних формувань правоохоронців України. На засіданні Центральної Міжвідомчої Комісії у справах товариств і спілок при НКВС, яке складалось із делегатів від органів правопорядку, державної безпеки, охорони кордону та внутрішніх військ і відбулося 31 жовтня 1924 року в Харкові, тодійшній столиці радянської України, було затверджено Положення про Всеукраїнську Раду Пролетарсько-Спортивних товариств «Динамо». Саме з цієї дати розпочалася історія українського «Динамо».
Спочатку харківське «Динамо» фінансувалося харківським заводом «Серп і Молот», який нещодавно був націоналізований. Взявши шефство над заводом, динамівські активісти створили в його цехах гуртки фізкультури, організували в них регулярне проведення фізкультпаузи, постійно-діючий семінар з підвищення кваліфікації громадських інструкторів та суддів зі спорту, надавали безоплатно заводчанам свої бази для тренувань і змагань.

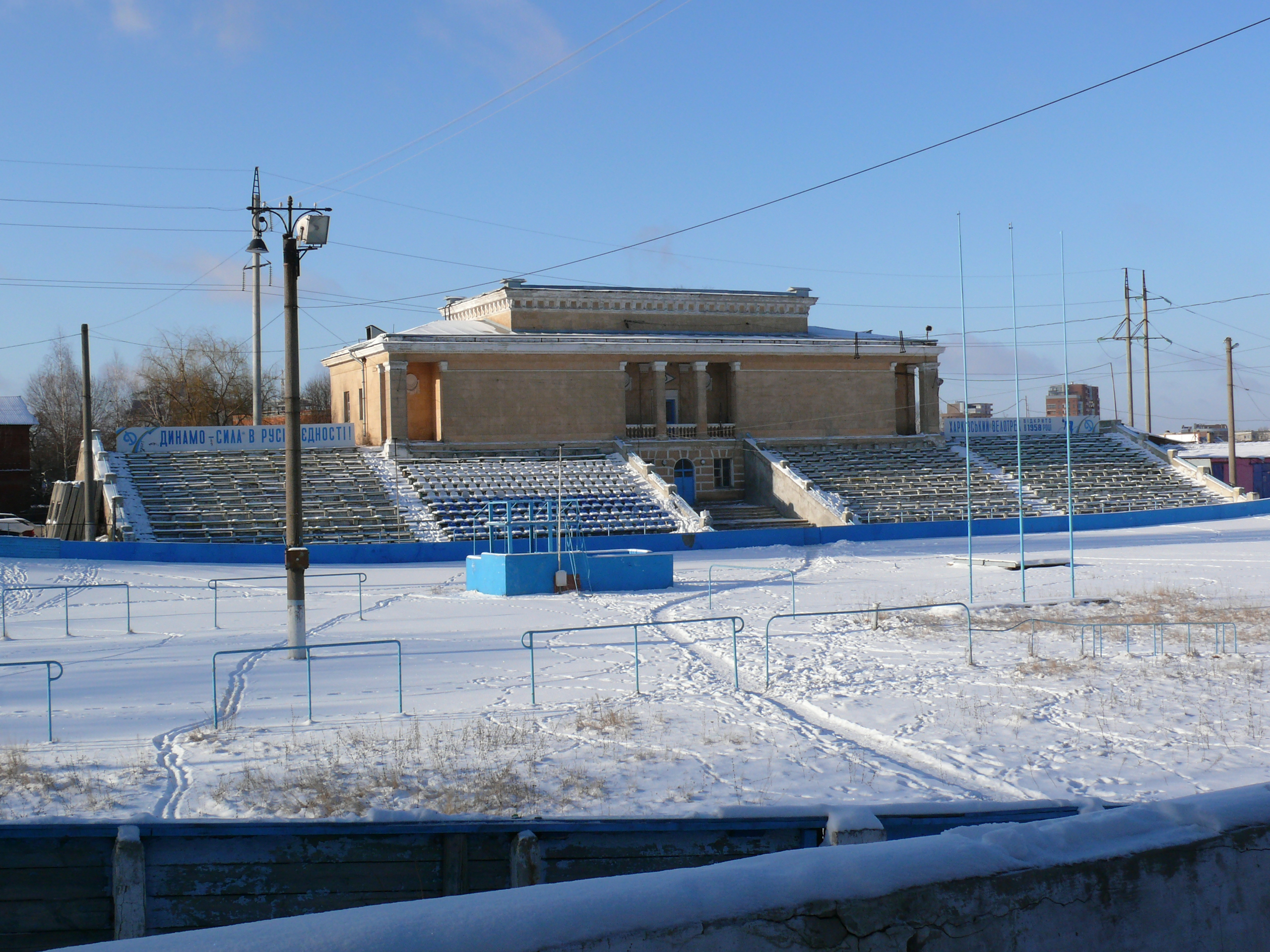
Велотрек «Динамо» у Харкові.

Штаб-квартирою ФСТ «Динамо» став клуб імені Ілліча на вулиці Раднаркомівській, поблизу провідного спортклубу — ДПУ УРСР та Харківського обласного відділу ДПУ. Тут тренувалися й змагалися волейболісти, гандболісти, городошники, стрільці. Взимку на цій території заливали ковзанку. Згодом збудували спортзал для занять спортивною гімнастикою, дзюдо, волейболом. Ці найперші споруди обслуговували передусім оперативних працівників.
Вже через кілька місяців після обрання правління харківського «Динамо» його стрілецька секція налічувала 500 членів, гімнастична — 140 ітд. За перші чотири роки було підготовлено 70 водіїв автомашин i мотоциклів. До свого п'ятиліття харківська організація мала вже власну ескадрилію з 12 літаків, аеродром, кінну школу, солідний автомотопарк.
Втім первісні спортивні споруди, зведені інколи поспіхом, вже не могли задовольнити зростаючі потреби фахівців, спортсменів, динамівського загалу. Отже з'явились ідеї створити сучасну спортивну індустрію.
На сьому річницю товариства вони урочисто відкрили найбільший тоді в республіці стадіон «Динамо», який попервах називали всеукраїнським. Він являв собою великий спортивний комплекс, розташований на 20 гектарах у лісопарковій зоні. Сам стадіон мав 15-титисячні трибуни, а побіч — запасне футбольне поле, 4 тенісних корта, волейбольні, гандбольні, баскетбольні майданчики, гімнастичне містечко, стрілецький тир, майданчики для скраклів і крокету і навіть фізкультурний павільйон зі спортивними залами та спеціальною спортивною бібліотекою. 3 нагоди відкриття стадіону 4 червня відбулася загальна демонстрація харківських динамівців та фізкультурників, профспілкових організацій, а наступного дня на стадіоні «Динамо» при 15 тис. відбулось відкриття стадіону і під звуки духового оркестру на зеленому газоні і бігових доріжках продемонстрували масові фізичні вправи понад 5 тис. динамівців. Загалом на честь відкриття стадіону протягом п'яти днів тривали численні змагання з футболу, легкоатлетичного кросу, гандболу, баскетболу, тенісу, скраклів, велокросу, важкої атлетики тощо.

### Створення осередків у Києві та інших регіонах
Ще до утворення київської ради «Динамо» працівники правоохоронних органів, об'єднані на той час у різні спортивні гуртки, секції, звели на території парку «Шате-де-Фльор» (нині тут стадіон «Динамо») повноцінний спортивний комплекс: футбольне поле, гімнастичне містечко, баскетбольний, гандбольний, волейбольний, майданчики, повітку для борців; обладнали по вулиці Левашовській (тепер Шовковична) спортивну залу, в якій по черзі тренувалися гімнасти, волейболісти, борці.

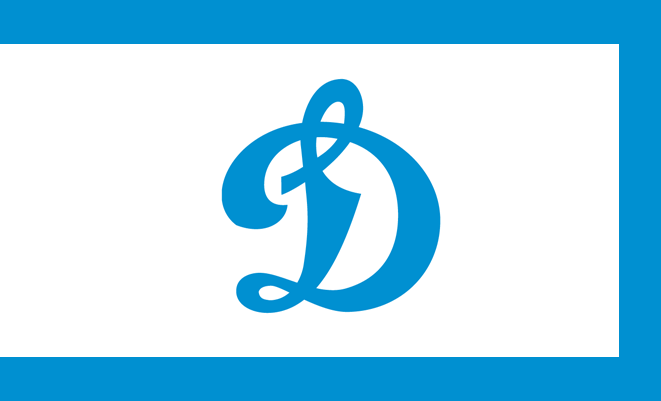
Емблема товариства «Динамо» в радянський час.

В травні 1934 року київські динамівці приймали перших спортсменів і глядачів на першій великій спортивній будові в Києві — стадіоні «Динамо», який було розташовано в центрі міста. На той час, крім центрального ядра (футбольне поле, бігові доріжки, сектори для метання, стрибків у висоту, довжину і з жердиною), були трибуни на 18 тис. місць, невеликий спортпавільйон з роздягальнями й душевими, спортзал, у якому тренувалися борці та важкоатлети, тенісні корти (після другої світової війни на їх місці звели відкритий плавальний басейн з вишками для стрибків у воду, а також для тренувань і змагань ватерполістів). У довоєнні роки всі найбільші спортивні й масові заходи республіки відбувалися саме на цьому стадіоні.
Через рік стала до ладу ще одна велика київська споруда: водно-веслувальна база на Трухановому острові, в Матвіївській затоці, де ввели в експлуатацію викопаний у рекордні строки і гарно облаштований природний 50-тиметровий басейн та вишки для стрибків у воду. З часом там було створено 4 елінга місткістю на 250—300 академічних човнів, байдарок, каное, майстерня по ремонту суден, готель на 200 місць та ін.
Київський клуб «Динамо» спочатку спонсорував завод «Більшовик», де збудували стрілецький тир, створили в цехах фізкультурні осередки, постачали їх інвентарем, влаштовували із заводчанами товариські зустрічі з різних видів спорту. Також всебічну допомогу надавали динамівці селам Київщини, зокрема Броварського району: працювали на колгоспних ланах, збирали врожай, доставляли його в зерносховища. В окремих районах кінні секції допомагали тягловою силою. Під час «Естафети врожаю» 1933 року динамівські бригади відремонтували 4 сільськогосподарські машини, брали участь в будівництві дитячих ясел тощо. На той час під шефським динамівським крилом у республіці перебували 1730 колгоспів, радгоспів, МТС, у яких створили 625 первинних колективів фізкультури, до яких прилучилися понад 10 тис. селян.
Навесні 1924 року, за 8 місяців до офіційного створення «Динамо», у Вінниці було створено спортивний осередок, до якого увійшло 53 працівники Подільського губвідділу та особливого відділу 17-24-26 ОДПУ. Тут культивували такі види спорту, як стрільба, боротьба, футбол, бокс, спортивна гімнастика, легка атлетика. Футболісти брали участь у змаганнях на першість України, а в решті видів спорту виступали на першість міста. Через 2 роки, 11 грудня 1926 року відбулися засновницькі збори працівників правоохоронних органів, які юридично оформили створення на Вінниччині регіонального товариства «Динамо». Вони так само почали будівництво спортивних споруд. Ними було зведено стадіон для власного футбольного клубу «Динамо», водну станцію, стрілецький тир, обладнано конюшню і придбано 8 верхових коней, обладнано 2 тенісних корти, 2 волейбольних майданчики, яму для стрибків у довжину тощо. Вінницькі динамівці також активно допомагали місцевим школам і особливо сільським активістам впроваджувати в повсякденний побут фізичну культуру і спорт. Так, селу Ксаверівка було передано бібліотеку, спортивний інвентар, 5 пар лиж, 12 пар ковзанів з черевиками тощо. Крімтого вінничани підготували і провели сільську зіркову естафету, в якій взяли участь понад 150 лижників та кіннотників. Під час лижно-кінного пробігу за маршрутом Вінниця-Київ (225 км) динамівці зупинялися в 20 селах, де обмінювалися досвідом з організації масово-оздоровчої та оборонно-оперативної роботи. А водночас з ними у естафеті брали участь динамівці Бердичева — за маршрутом Маківка-Корделівка; проскурівські динамівці — Меджибіж — Літин — Ксаверівка; динамівці з Тульчина (Брацлав — Немирів — Вороновиця). І всі ці маршрути сходилися у Вінниці, обласному центрі. Тоді ж пройшов кінний пробіг динамівок-дружин командирів Харківської прикордонної школи за маршрутом Харків-Київ-Мінськ-Москва.
В інших регіонах республіки також створювали регіональні осередки товариства. Так луганські динамівці попервах тренувалися в спортивних клубах «Сокіл», «Металіст», залізничників тощо. Потім на громадських засадах повсюдно обладнали найпростіші майданчики для ігор, стрілецький тир, гімнастичні містечка, а згодом збудували і стадіон «Динамо», де стала грати місцева футбольна команда. В підвальному приміщенні клубу будівельників було обладнано спортивний зал, де займалися боротьбою, важкою атлетикою, настільним тенісом, а вечорами тут тренувалися стрільці.
Житомирське повітове відділення Всевобуча ще в 1923—1925 роках створило стрілецько-спортивні клуби в таких містах, як Коростень, Овруч, Новоград-Волинський, які стали згодом частиною динамівської спортової інфраструктури у регіоні; запорізькі динамівці спорудили на розі вулиць Лепіка та Жуковського спортивний комплекс: тенісні корти, майданчик для гри в гандбол (а взимку — в хокей), 25-тиметровий стрілецький тир, гімнастичне містечко, де регулярно тренувалися по над 3 тис. динамівців; у Дніпропетровську, на високому правому березі Дніпра, місцеві динамівці звели в двадцяті роки стадіон «Динамо»: футбольне поле з біговими доріжками, майданчики для спортивних ігор, сектори для легкоалетів і велосипедистів, а взимку — центр ковзанярського й лижного спорту та ін.

### 1930-ті роки
Загалом у 1920-30-ті роки динамівцями було проведено безліч широкомасштабних агітаційно-пропагандистських заходів з метою залучення населення України до регулярних занять фізичною культурою і спортом, також була започаткована Динаміада.
З наближенням війни динамівці почали приділяти велику увагу розвитку оборонних видів спорту. На початку 1930 року журнал «Динамо» надрукував лист заслуженого чекіста Саєнка: «Вношу 15 карбованців на побудову літака „Динамівець України“. Закликаю стару чекістську гвардію наслідувати мій приклад». А в грудні того ж року у виданні «Динамівець України» було зазначено, що «… чекісти-динамівці подарували країні два бойових літака, збудованих на добровільні внески членів товариства».
Загалом авіапарашутна секція «Динамо», реорганізована потім в аероклуб, підготувала без відриву від основної роботи багато кваліфікованих льотчиків, які згодом брали участь і у другій світовій війні. У довоєнні роки цією секцією керував Микола Остряков. Він швидко перетворив її на центр масового парашутного спорту в Україні і став організатором першого зльоту парашутистів Української РСР, що проходив у Києві в липні — серпні 1935 року, і головою суддівської колегії змагань з парашутиного спорту, на яких виступили спортсмени з Києва, Одеси, Харкова, Запоріжжя та Сталіно. Також Остряков виконав кілька найскладніших показових стрибків, у тому числі з висоти 80 метрів та з мертвої петлі. До жовтня 1935 року на його рахунку було 169 стрибків та близько тисячі підготовлених спортсменів-парашутистів. 8 жовтня 1935 року за видатні заслуги у справі розвитку масового парашутного спорту, за особисту відвагу і майстерність Постановою ЦВК СРСР Остряков був нагороджений орденом Червоної Зірки.
В цей час українські динамівці відзначались великими авіаційними перельотами і повітряними святами. Їх започаткував навчальний політ за маршрутом Харків-Одеса-Київ-Харків. Невдовзі динамівці подолали на літаках відстань по лінії Київ-Севастополь-Донецьк-Дніпропетровськ завдовжки в 2400 км, але головним досягненням динамівських пілотів став переліт трьох літаків «Р-5» за маршрутом Київ-Памір улітку 1935 року, присвячений 5-річчю розвитку динамівської авіації в Україні. У ролі учасників цього перельоту були три співробітники УДБ НКВС УРСР Ворончук Михайло Родіонович, Письменний Яків Вульфович та Семенов Костянтин Якович. Попри всі труднощі, вони успішно подолали 6 тис.км. За це Постановою ЦВК СРСР від 08.01.1936 р. всі вони були нагороджені орденами Червоної Зірки.
Також у тридцяті роки дедалі більших обертів набирав велосипедний спорт. У динамівських організаціях Харкова, Києва, Одеси, Запоріжжя та інших великих міст республіки регулярно відбувались велокроси, гонки на шосе й треку. Вдало виступали велосипедисти «Динамо» на республіканських і всесоюзних змаганнях. У травні 1935 року відбувся старт великого велопробігу за маршрутом Одеса-Владивосток, в якрому взяи участь п'ять динамівських спортсменів, чотири киянини: Іван Гриценко, Микола Погрібний, Сергій Овчаров і Федір Ганопольський та одесит Михайло Рибальченко. Всього динамівці пройшли 15,5 тис. кілометрів по маршруту Київ-Харків-Москва-Казань-Свердловськ-Омськ-Новосибірськ-Іркутськ-Чита-Хабаровськ на велосипедах «Україна» харківського заводу ім. Петровського. Цей шлях здолали за 117 днів, проїхавши через шість автономних республік, п'ять країв та тринадцять областей Радянського Союзу. Учасники були нагороджені орденами «Знак пошани». Їм також вручили й другу високу нагороду — нагрудний знак «Почесний чекіст».
Іншим великим велозаходом українських динамівців став велопробіг вздовж кордонів СРСР п'ятьох прикордонників: Липи Мусійовича Людмирського (командир), Василя Тихоновича Шубіна, Володимира Тимофійовича Тимофеева, Івана Олексійовича Радевича та Віктора Харитоновича Морєва. Стартувавши 15 лютого 1936 року в Києві, динамівці-прикордонники здолали понад 30 тис.км. Спортсмени рухались по маршруту Київ — Житомир — Вінниця — Тираспіль — Одеса — Миколаїв — Сімферополь — Керч — Новоросійськ — Сухум — Кутаїс — Тіфліс — Баку — Красноводськ — Ашхабад — Самарканд — Ташкент — Фрунзе — Алма-Ата — Семипалатинськ — Барнаул — Ленінськ-Кузнецький — Кемерово — Іркутськ — Улан-Уде — Чита — Вільний — Хабаровськ — Владивосток. На останньому відрізку, як зазначали газети, було перекрито світовий рекорд дальності велопробігу (15 110 кілометрів), а на фініші цей рекорд було перекрито більш ніж удвічі. Потім з Владивостока динамівці-прикордонники повернули назад через Спаськ на Хабаровськ, а далі — Великий Невер — Якутськ — Олекмінськ — Тулун — Красноярськ — Новосибірськ — Омськ — Тюмень — Свердловськ — Перм — Кіров — Вологда — Ленінград — Вітебськ — Мінськ — Чернігів, де маршрут замкнувся, і, нарешті, заключний етап — Брянськ — Москва, а всього число міст, де учасникам велопробігу довелося провести хоча б одну ніч, становить 250. Загалом було подолано 30 872 кілометри, а сам пробіг тривав майже ріе, починаючи зі старту — 15 лютого 1936 року і завершився 6 лютого 1937 року в день фінішу у Москві. Сам же Липа Людмирський, один із засновників велоспорту в Україні, протягом чверті століття очолював республіканську федерацію.
Крім цього динамівці, працівники міліції м. Миколаєва — M. Куракін, Д. Мисаренко, В. Кушнарьов, М. Овсянников, Я. Спориш, М. Топчій і М. Тупилевич в травні 1936 року рушили у воєнізований шлюпочний похід морями й річками країни. Маршрут Миколаїв — Чорне море — Азовське море — Дон — Волга — Ока — річка Москва — м. Москва учасники походу пройшли без жодної аварії. Весь похід був розрахований на 50 днів. За цей час команда мала пройти 3565 кілометрів, з них — 800 кілометрів Чорним та Азовським морями, 2730 кілометрів річками та 35 кілометрів сушею.
1937 року «Динамо» нагороджено орденом Леніна.

### Перехід на самоокупність
Товариству також довелось знайти джерела фінансування. Членських внесків, прибутків від спортивних споруд і крамниць не вистачало, щоб задовольнити дедалі зростаючі потреби. Декотрі пропонували все-таки звернутися до уряду по допомогу, інші — розпустити товариство. Втім у пошуках коштів виникла ідея створити власну промисловість, надавши їй спортивне спрямування. У структуру «Динамо» потрапили фабрики, майстерні, а в рядах динамівців знайшлися і досвідчені фахівці, які зуміли підприємства розширили, вдосконалили технологію виробництв, урізноманітнили асортимент продукції і робили все для того, щоб підприємства стали рентабельними, підвищували продуктивність праці і давали товариству такий прибуток, який би став джерелом його життєдіяльності.

Футбольна команда «Динамо» (Київ) з євротрофеями. 1975 рік.

Так луганчани відродили приватну майстерню, замінили в ній обладнання й налагодили виробництво спортивного інвентаря. Покупці високо поцінували його якість і найменування, тому по якомусь часі луганчани створили на базі цієї майстерні завод спортметаловиробів. Подібну метаморфозу пережили Харківська та Запорізька швейні фабрики. Спершу на базі райпромкомбінату запоріжці відкрили цех масового шиття, а потім перетворили у фабрику й почали шити костюми для дзюдоїстів, каратистів, рибалок і т.ін. В двадцяті-тридцяті роки на місці харківської кустарної фабрики по виробництву панчох та швецьких ниток спорудили нове підприємство по виготовленню різноманітного спортивного одягу. Постійне нарощування потужностей промислових підприємств, розширення номенклатури товарів, підвищення їхньої якості сприяли швидкому розширенню мережі крамниць спорттоварів. А все це вплинуло на подальший розквіт товариства.
У повоєнний період «Динамо» досить швидко поновило, реконструювало, а подекуди й збудувало нові промислові підприємства. Так, у 1950 році Дніпропетровський промкомбінат виконав річний план на 103 %, Луганський — на 127, Харківський — на 113, Львівська лижна фабрика — на 125. У такому ж ритмі працювала й решта підприємств. Завдяки успішному розвитку господарсько-фінансової діяльності вже в п'ятдесяті роки товариство знову відмовилося від дотацій і почало функціонувати на власні кошти. Вироби Луганського заводу «Спортінвентар» — рапіри, шпаги, клинки, штанги, еспандери, стрибкові жердини, гантелі, автоматичні вудки, гімнастичні обручі тощо — мали неабияку популярність і на внутрішньому ринку і за рубежем. І найбільшу — фехтувальна зброя і обгумовані штанги. Контейнери з луганським інвентарем йшли на Кубу, в Англію, Німеччину, Іран, а також по усій території тодішнього СРСР. 1950 року луганські динамівці виготовили 2,5 тис. штанг, близько 26 тис. рапір, шпаг і 32 тис. запасних клинків до них, 17 тис. електрорапір та електрошпаг і 20 тис. запасних клинків до них, 46 тис. стрибкових жердин, 60 тис. гімнастичних обручів та еспандерів. Через великий асортимент Луганського експериментального заводу спортивних металовиробів його вважали на той час одним з найкращих і в «Динамо», і на Луганщині.

### 1970-ті-80-ті роки

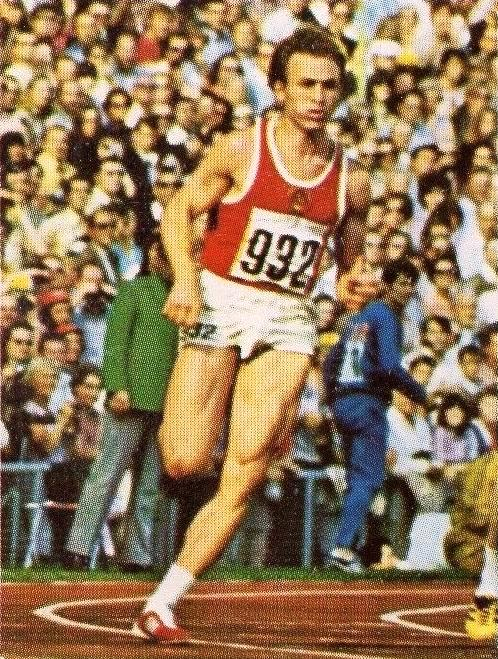
Динамівець Валерій Борзов, перший і єдиний радянський спринтер, який виграв олімпійське золото на дистанціях 100 та 200 метрів.

Після другої світової в «Динамо» культивувалось понад 50 видів спорту і спортивно-технічних вправ. У спортивних організаціях товариства в УРСР найпоширенішими були стрілецький спорт, легка атлетика, плавання, боротьба та футбол. Спортсмени українського «Динамо» зробили значний внесок у досягнення радянських команд на чемпіонатах Європи і світу та в Олімпійських іграх.
На 1 січня 1979 року серед українських спортсменів-динамівців було 66 заслужених майстрів спорту СРСР, 28 заслужених тренерів СРСР.
В радянський час найкращою командою товариства була футбольна, а також, збірні команди з дзюдо і самбо, плавання і водного поло, веслування. Також у 1946—1973 роках існувала хокейна команда «Динамо» (Київ). Після проголошення незалежності України футбольний клуб «Динамо» (Київ) було приватизовано і він вийшов зі структури ФСТ, але на правах франшизи зберіг свою назву.

### Україна
Всеукраїнське «Динамо» трансформувалося в Українську раду Всесоюзного фізкультурно-спортивного товариства «Динамо», у складі якого продовжувало свою роботу. Після прийняття Декларацію про суверенітет, 31 жовтня 1990 року відбулась Установча Конференція фізкультурно-спортивного товариства «Динамо» України, яка ухвалила рішення про відродження товариства.
Було створено Фізкультурно-спортивне товариство «Динамо» України, всеукраїнську громадську організація фізкультурно-спортивної спрямованості, що об'єднує колективи фізичної культури і спорту працівників і військовослужбовців Офісу Президента України, Міністерства внутрішніх справ України, Державного департаменту України з питань виконання покарань, Державної служби України з надзвичайних ситуацій, Служби безпеки України, Державної прикордонної служби України, Державної служби спеціального зв'язку та захисту інформації України, Генеральної прокуратури України, Державної митної служби України, Антимонопольного комітету України, Управління державної охорони України, Податкової міліції Державної податкової адміністрації України та інших правоохоронни органів, а також працівників, службовців підприємств і організацій, колективних членів Товариства, студентів та курсантів вищих навчальних закладів, які готують фахівців для правоохоронних органів України, окремих громадян, а також членів їх сімей, що прагнуть займатися фізичною культурою і спортом, та сприяти їх розвиткові в Україні.
Товариство має понад 140 власних спортивних споруд. Серед них — 4 стадіони зі спортивними комплексами, 7 плавальних басейнів, 26 стрілецьких тирів, 64 спортивних зала, 2 гірськолижних комплекса, 28 спортивно-оздоровчих баз тощо. За рішенням Кабінету Міністрів України 7 унікальних спортивних комплексів внесено до списку головних навчально-спортивних баз олімпійської підготовки українських спортсменів: легкоатлетична та футбольна — в Кончі-Заспі (під Києвом), важкоатлетична та боротьби дзюдо — у Феодосії (Крим), лижних гонок та біатлону — на Сумщині, гірськолижного спорту — в смт. Славське на Львівщині, стрільби з луку — в Новій Каховці (Херсонська область), фехтування — київський Будинок фізкультури, а харківська обласна організація зуміла капітально відремонтувати й реконструювати відкриті тенісні корти, критий легкоатлетичний манеж, легкоатлетичний стадіон, велотрек, тренажерний зал, закритий плавальний басейн, приміщення роздягалень для масового катання на ковзанах. На всі названі роботи витрачено понад мільйон гривень, здебільшого за рахунок залучених коштів.
Також важливими динамівськими активами є нове львівське стрільбище, херсонська водно-веслувальна база, сумський полігон для біатлоністів та лижних гонщиків і т.ін. На аренах динамівського товариства займається близько 300 тис. динамівців, а також вдосконалюють свою майстерність понад 30 тис. спортсменів. Поруч з ними навчаються й тренуються в 30 дитячо-юнацьких школах близько 10 тис. юних динамівців, у системі «Динамо» працюють майже 530 штатних тренерів.
Також ФСТ «Динамо» зберігло розвинену виробничу базу, яка складалась з 20-ти промислових підприємств, спеціалізованих на виготовленні швейної і трикотажної продукції, спортивного інвентаря та виробів з дерева, кераміки, металу й пластмаси. Зокрема було створено п'ять спільних підприємств: «Динамо — Ентерпрайс» на базі Рожищанської, Запорізької, Луганської швейних фабрик та київського експериментального заводу «Динамо», «Динамо-Інвест» на базі Львівської лижної фабрики, ЗАТ «Динамо-Сілейр» — на базі Дніпропетровського експериментального заводу спортметаловиробів «Динамо», Новомлинської фабрики спорттоварів та AT Луганський завод металовиробів «Динамо» на базі Луганського заводу спортметаловиробів. Уже набуто цінний, корисний досвід у роботі спільних підприємств. Так на дніпровському СП ЗАТ «Динамо- Сілейр» було впроваджено новітні технології, встановлено сучасне обладнання, завдячки чому підприємство стало випускати понад тридцять найменувань товарів. Одним з пріоритетних спрямувань у діяльності підприємства стала підтримка фізкультурно-спортивних організацій. У Дніпропетровську (житловий масив Тополь) завод спорудив на свої кошти «ДС-спортивний клуб», у якому створено умови для навчання й тренування юних динамівців. У ньому безплатно навчаються понад 300 дітей.
Щодо спортивної складової, то за роки незалежності з 1994 по 2010 рік за «Динамо» на Олімпіадах виступали 455 спортсменів, які завоювали 63 медалі (18 золотих, 18 срібних, 27 бронзових). Всього з 1952 року товариство представляли 608 спортсменів, 142 з яких завоювали 164 медалі (49 золотих, 49 срібних, 66 бронзових).
На літній Олімпіаді 2012 року з 245 спортсменів України 125 представляли «Динамо». Правоохоронні органи представляли 82 спортсмени. Із 125 спортсменів 41 був з міста Києва та Донецької області. Динамівці були почесними прапороносцями на церемоніях відкриття та закриття турніру.
2023 року «Динамо» України вибороло перше місце в рейтингу серед усіх фізкультурно-спортивних товариств країни. За підсумками виступів на всеукраїнських та міжнародних змаганнях спортсмени Товариства посіли перші місця в олімпійських (хокей на траві, триатлон, стрибки у воді, синхронне плавання, велоспорт трек та маунтенбайк, важка атлетика, фристайл, ліжне двоборство, стрибки на ліжах з трампліна, стрільба з лука, дзюдо, художня гімнастика, фехтування, кульова стрільба) та неолімпійських видів спорту (гіровий спорт, більярдний спорт, боротьба самбо, кікбоксинг WAKO, сумо, кіокушинкай карате, комбат дзю-дзюцу, морські багатоборства, пожежно-прикладний спорт, універсальний бій, фунакоші шотокан карате).

## Очільники організації
- 1946—1952: Строкач Тимофій Амвросійович[21]
- 1952—1960: Булдович Роман Єлисейович[22]
- 1960—1964: Дегтярьов Іван Леонтійович
- 1966—1974: Бака Михайло Макарович[23]
- ?: Корнійчук Володимир Михайлович
- ?—1997: Федоренко Іван Никифорович[24]
- 1998: Губенко Валерій Олександрович[25]
- 1998—2003: Ануфрієв Микола Іванович[26]
- 2003—2005: Жук Василь Олександрович[27]
- 2005—2006: Зінченко Олександр Олексійович[28]
- 2006—2010: Вербенський Михайло Георгійович[29]
- 2010—2015: Корж Віктор Петрович[30]
- 2015—2021: Аваков Арсен Борисович[31][32]
- 2021—2023: Монастирський Денис Анатолійович[33]
- 2023— : Ануфрієв Микола Іванович[34]

## Олімпійські призери

### Літні Олімпійські ігри 1956 року
- Михайло Шахов, Київ (, боротьба)

### Літні Олімпійські ігри 1968 року
- Олексій Баркалов, Харків / Київ (, водне поло)

### Літні Олімпійські ігри 1972 року
- Микола Авілов, Одеса (, десятиборство)
- Яків Железняк, Одеса (, стрільба)
- Семенець Володимир, Вольськ, Саратовська область (, велоспорт)
- Олексій Баркалов, Харків / Київ (, водне поло)
- Катерина Коришко, Гадяцький район, Полтавська область (, каное)
- Валерій Борзов, Київ (, легка атлетика)
- Валерій Борзов, Київ (, легка атлетика)
- Валерій Борзов, Київ (, легка атлетика)

### Літні Олімпійські ігри 1976 року
- Наталія Климова, Київ (, баскетбол)
- Сергій Новіков, Москва (, дзюдо)
- Сергій Нагорний, Хмельницький (, каное)
- Петро Король, Львів (, Важка атлетика)
- Сергій Нагорний, Хмельницький (, каное)
- Микола Авілов, Одеса (, десятиборство)
- Валерій Борзов, Київ (, легка атлетика)
- Валерій Борзов, Київ (, легка атлетика)

### Літні Олімпійські ігри 1980 року
- Олексій Баркалов, Харків / Київ (, водне поло)

## Олімпійські центри
- Спортбаза «Динамо», Феодосія
- Палац спорту «Динамо», Донецьк
- Оздоровчо-оздоровчий комплекс «Динамо», Житомир
- Спортивна база «Динамо», Славське, Львівська область
- Спорткомплекс «Динамо», Львів
- Гірськолижна база, Токарі, Сумський район
- Спорткомплекс «Динамо», Харківська область
- Спортивна база зі стрільби з лука «Динамо», Нова Каховка